# Herz-Jesu-Basilika (Krakau)

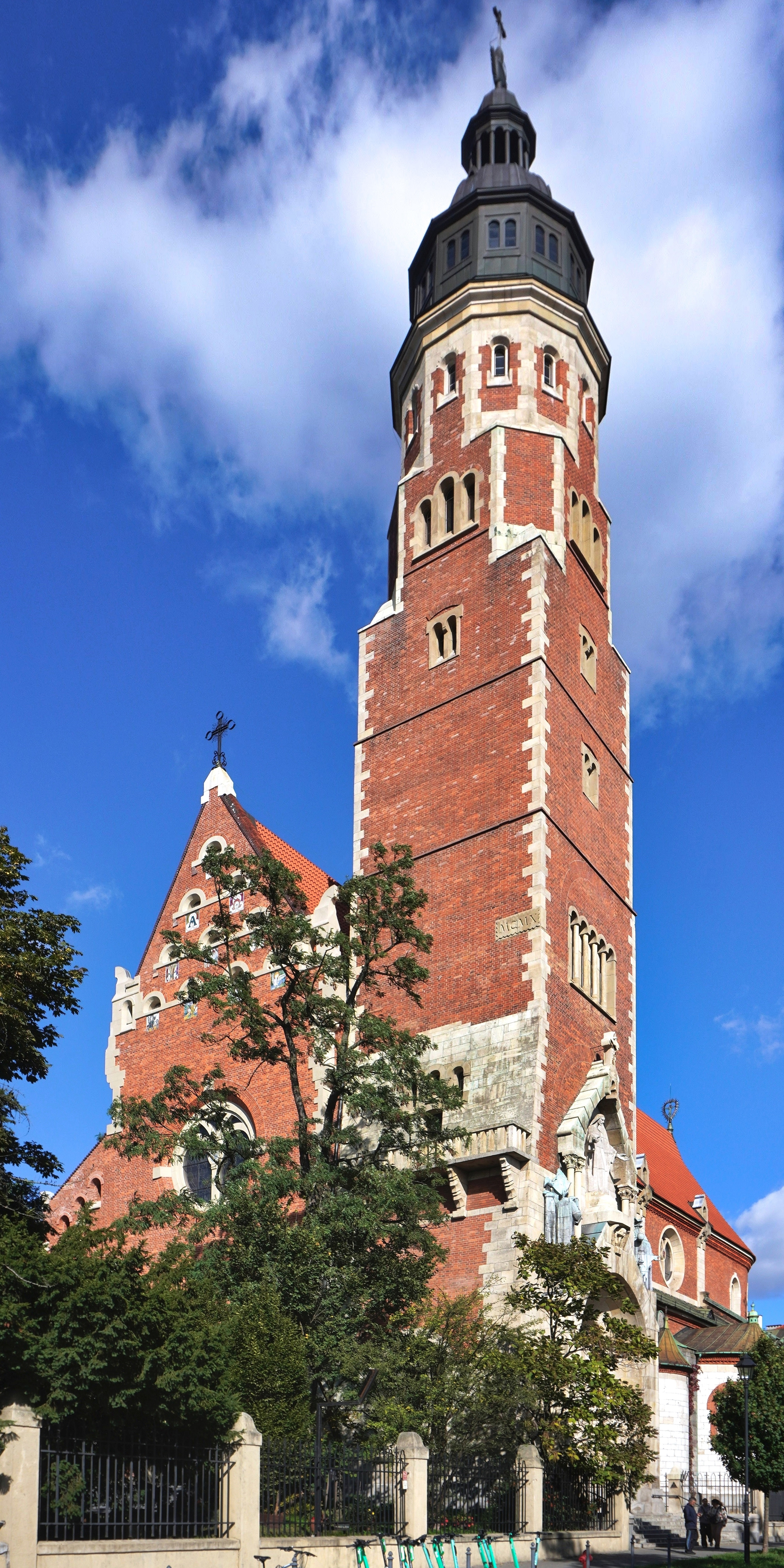
Herz-Jesu-Basilika

Die Herz-Jesu-Basilika  (polnisch Bazylika Najświętszego Serca Pana Jezusa) in Krakau ist eine römisch-katholische Kirche an der ul. Mikołaja Kopernika 26 im Stadtteil Wesoła.

## Geschichte

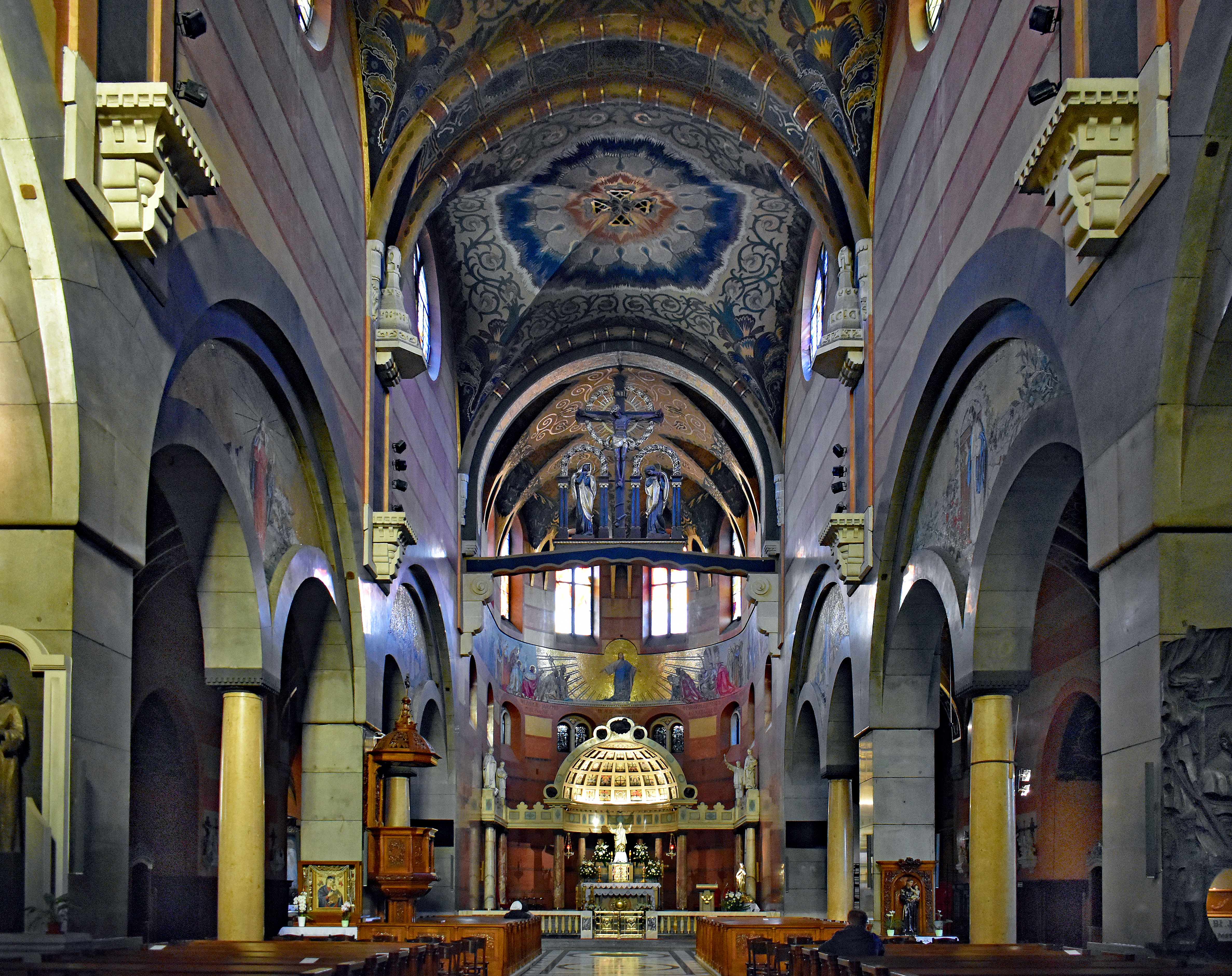
Innenraum

Die Jesuiten übernahmen das Grundstück im Jahr 1868 und bauten die erste Kapelle an dieser Stelle bis 1870. 1889 war der Altar fertiggestellt.
Der Bau der heutigen Kirche wurde 1909 begonnen und 1912 abgeschlossen. Da jedoch der Innenausbau aufgrund des Ersten Weltkriegs ins Stocken geriet, wurde die Kirche erst 1921 geweiht.
Die Kirche wurde im Stil der Historismus mit zahlreichen Elementen aus der Romanik, Gotik und dem Barock gebaut. Die Mosaiken im Jugendstil gehen auf Jan Bukowski, Piotr Stachiewicz sowie Leonard Stroynowski und die Steinmetzarbeiten auf Xawery Dunikowski sowie Karol Hukan zurück. Den Altar im Neorenaissance-Stil schuf Franciszek Mączyński.
Der 65 Meter hohe Kirchturm wird von einem Neorenaissance-Helm gekrönt.
1960 wurde die Kirche durch Papst Paul VI. in den Rang einer Basilica minor erhoben.